# Betty Compton
Betty Compton (13 de mayo de 1904-12 de julio de 1944) fue una actriz teatral y cinematográfica estadounidense.

## Biografía
Su verdadero nombre era Violet Halling Compton, y nació en Sandown, en la Isla de Wight, Inglaterra. 
Fue miembro de los Ziegfeld Follies, y actuó en la producción teatral original de Funny Face (1927), junto a Fred Astaire y Adele Astaire, así como en la obra Oh, Kay! en 1926.
Compton fue conocida por haberse casado con el alcalde de Nueva York Jimmy Walker en 1933.
Betty Compton falleció a causa de un cáncer de mama en el Doctor's Hospital de Manhattan, Nueva York, el 12 de julio de 1944. Tenía 40 años de edad. 